# Im Se-mi
Dans ce nom coréen, le nom de famille, Im, précède le nom personnel.
Im Se-mi, née le 29 mai 1987, est une actrice sud-coréenne.

## Filmographie

### Cinéma
- 2007 : Highway Star : La fille du président Choi
- 2019 : Money : Ye-ji
- 2024 : Piège en altitude (하이재킹) de Kim Sung-han : Moon-myeong

### Télévision
- 2005 : Sharp 2 : Im Se-mi
- 2010 : Pure Pumpkin Flower : Oh Hyo-sun
- 2011 : Bravo, My Love! : Cha Bo-woon
- 2011 : Heartstrings : Kyung-mi
- 2013 : That Winter, the Wind Blows : Son Mi-ra
- 2013 : Two Weeks : Oh Mi-sook
- 2013 : KBS Drama Special : Yoon Ji-wan
- 2013 : The King's Daughter, Soo Baek-hyang : Reine Eun-hye[1]
- 2014 : Only Love : Choi Yoo-ri[2]
- 2014 : Drama Festival : La mère de Geum-ji
- 2015 : Great Stories: Young-ja's Best Days : Kyung-ah
- 2015 : Love on a Rooftop : Yoon Seung-hye
- 2016 : Goodbye Mr. Black : Cha Ji-soo
- 2016 : Shopping King Louie : Baek Ma-ri
- 2017 : Ms. Perfect : Jung Na-mi
- 2017 : Two Cops : Ko Bong-sook
- 2018 : About Time : Bae Soo-bong
- 2018 : Mr. Sunshine : La mère de Dong-mae
- 2018 : My Secret Terrius : Yoo Ji-yeon
- 2020 : When the Weather Is Fine : Kim Bo-young
- 2020 : True Beauty : Im Hee-kyeong[3]
- 2023 : Duty After School : Park Eun-young